# Cerromaior (filme)
Cerromaior (1980) é um filme português, uma longa-metragem de ficção de Luís Filipe Rocha, adaptação cinematográfica do primeiro romance de Manuel da Fonseca, Cerromaior, de 1943. É um dos primeiros filmes do pós 25 de Abril de 1974 a explorar em Portugal um tema social com inteira liberdade de expressão.
Estreia em Lisboa no cinema Quarteto a 24 de Abril de 1981.

## Ficha sumária
- Adaptação: de Cerromaior por Luís Filipe Rocha
- Realizador: Luís Filipe Rocha
- Produtor: Henrique Espírito Santo
- Actores principais: Carlos Paulo, Titus Faria, Ruy Furtado
- Exteriores: Portel e Santiago do Cacém
- Rodagem: 1979 – 1980
- Formato: 35 mm - cor
- Género: ficção (drama social)
- Duração: 90’
- Distribuição Doperfilme (Almeida Faria)
- Antestreia: 9º Festival de Cinema da Figueira da Foz (Set. 1980)

## Sinopse
«Após frustrada tentativa de evasão, o jovem Adriano é reconduzido ao abúlico seio de família, dominante numa povoação alentejana onde a exploração tradicional dos trabalhadores agrícolas é, desde 1973 (em que escassos ecos de liberdade chegam), pela rádio, da guerra civil espanhola), representada pelo arrogante e prepotente primo Carlos, símbolo e esteio do salazarismo que se consolida. O percurso de Adriano afirmar-se-á entre sombras e fantasmas, conformismo e preconceito, demência e suicídio, raiva e confrontação» Citação de Cais do Olhar de José de Matos-Cruz, ed. Cinemateca Portuguesa, 1999, pp. 190 e 191.

## Enquadramento histórico
Cerromaior é um dos filmes portugueses do ano de 1980 que, tendo com alvo o chamado «grande público» não faz concessões ao cinema comercial, cujo objectivo principal é o puro entretenimento (entertainement), Outros filmes desse mesmo ano, apontando esse mesmo objectivo, sem se vergarem aos imperativos do puro comércio, todos eles com antestreia no 9º Festival de Cinema da Figueira da Foz, são Manhã Submersa (filme), de Lauro António, A Culpa, de António Vitorino de Almeida, Verde por Fora, Vermelho por Dentro, de Ricardo Costa e o documentário Bom Povo Português, de Rui Simões (cineasta).
Para o início de uma década em que o cinema português procura ser visto sem deixar de ser «cinema de autor», a convergência é significativa. Os objectivos são atingidos no mercado nacional. Embora só notados no estrangeiro pela sua presença em festivais, este conjunto de filmes aponta um caminho.

## Ficha artística
- Carlos Paulo (Adriano)
- Titus Faria (primo Carlo)
- Ruy Furtado (Doninha)
- Santos Manuel (Maltês)
- Clara Joana (D. Céu)
- Elsa Wallenkamp (Antoninha)
- Bernardo Calabaço (Toino Revel)
- Emília Rosa / Miló
- Soledade Santos
- Amélia Varejão
- Felicidade Milagre
- Ana Ferrão
- José Pombinho
- José Campaniço
- Sebastião Elias
- Abel Vieira de Castro
- Domingos Albino
- Inocêncio Rio
- António E. Santo
- José Carlos Silva
- Luís Palma

## Ficha técnica
- Adaptação: Luís Filipe Rocha
- Realizador: Luís Filpe Rocha
- Produção: Prole Filme
- Produtor: Henrique Espírito Santo
- Chefe de produção: João Franco
- Assistentes de produção: Francisco Silva e Vergílio Ferreira
- Fotografia: João Abel Aboim
- Assistente de imagem: Octávio Espírito Santo
- Iluminação: Jorge Caldas
- Chefe electricista: Vasco Sequeira
- Decoração: António Casimiro
- Adereços: João Luís
- Vestuário: Anahory
- Director de som: Carlos Alberto Lpoes
- Assistente de som: Carlos Filipe
- Misturas e sonoplastia: José Maria San Mateo
- Música original: Constança Capdeville
- Execução musical: António Fragoso
- Montagem: Luís Filipe Rocha e José Nascimento
- Exteriores: Portel e Santiago do Cacém
- Rodagem: 1979 – 1980
- Laboratório de imagem: Tobis Portuguesa e Foto Film (Madrid)
- Laboratório de som: Nacional Filmes
- Formato: 35 mm - cor
- Género: ficção (drama)
- Duração: 90’
- Distribuição Doperfilme (Almeida Faria)
- Antestreia: 9º Festival de Cinema da Figueira da Foz (Set. 1980)

## Festivais e prémios
- 1980 - 9º Festival Internacional de Cinema da Figueira da Foz, Grande Prémio
- 1981 - Festival de Huelva, Colón de Oro